# Neon Trees
Neon Trees er et indie/pop/rock-band fra USA. Gruppen er især kendt for deres hit: "Animal".
| Musikgruppe | Spire Denne artikel om en amerikansk musikgruppe er en spire som bør udbygges. Du er velkommen til at hjælpe Wikipedia ved at udvide den. |